# Sumberjo (Sutojayan)
Sumberjo is een bestuurslaag in het regentschap Blitar van de provincie Oost-Java, Indonesië. Sumberjo telt 1056 inwoners (volkstelling 2010).